# Secret Lives
Secret Lives is een spionagethriller uit 1937, geregisseerd door Edmond Greville en gebaseerd op de gelijknamige roman van Paul de Sainte Colombe, met dialogen van Jeffrey Dell. Volgens de aftiteling is de film op een waar gebeurd verhaal gebaseerd, dat zich tijdens de Eerste Wereldoorlog in Frankrijk afspeelde. De hoofdrollen werden door de Duitse actrice Brigitte Horney en de Amerikaanse acteur Neil Hamilton vertolkt. De film was een productie van Phoenix Films en werd in de Londense Ealing Studios opgenomen.

## Verhaal
Op 1 augustus 1914 wordt Lena Schmidt in Parijs door haar vader Karl, een bakker, gewekt met het nieuws dat er een oorlog tussen Frankrijk en Duitsland is uitgebroken. Er breken rellen in de bakkerij uit, omdat de Schmidts Duitse immigranten zijn. Op het politiecommissariaat worden vader en dochter gescheiden en elk naar een concentratiekamp gestuurd. Aan de beoordelingstafel waar de gevangenen worden voorgeleid, zit een klein, kaal mannetje dat voortdurend sigaretten rookt.
Lena ontsnapt uit het kamp door een bewaker te verleiden en hem vervolgens zijn pistool afhandig te maken. Ze doolt enige tijd door de stad, op zoek naar eten; in de wachtzaal van het treinstation, waar ze beweert dat ze naar Dijon wil, geeft een passagierster haar een worst en een stuk brood. Lena neemt de trein en stuit daar op het kale mannetje. Hij neemt haar mee naar een lege coupé en belooft haar dat ze niet terug naar het concentratiekamp wordt gestuurd, omdat ze van aanzienlijk nut voor de Franse staat kan zijn: ze spreekt perfect Duits en heeft geen verwanten — haar vader is inmiddels dood, zo vertelt hij haar. Het mannetje, wiens naam nooit vermeld wordt, geeft haar de opdracht naar Zwitserland te trekken, alwaar ze tot spionne zal worden opgeleid.
Het is intussen 3 december 1916, en Lena leidt een glamoureus leven als Fräulein Renate Wagner in Bern. Ze moet ambassadeur Franz Abel verleiden, die een Duitse spion is. Ze voert hem dronken en ontfutselt met gemak zijn geheimen, omdat hij verliefd op haar is. Bij zijn terugkeer wordt Abel door de Duitse geheime dienst veroordeeld wegens hoogverraad en door een vuurpeloton geëxecuteerd.
De baas van de Duitse geheime dienst heeft in de gaten dat Lena Schmidt een gevaarlijke figuur is; hij regelt dat de Zwitserse overheid haar binnen 48 uur het land uit wil zetten, ogenschijnlijk om geen enkele andere reden dan dat ze officieel een Duits staatsburger is. Lena’s begeleider Henri, die zich als haar butler voordoet, bedenkt het plan haar nog ’s anderendaags met een Fransman te laten trouwen, zodat ze de Franse nationaliteit krijgt. Henri trekt naar de soldatenkazerne en verstrooit een spel speelkaarten onder alle vrijgezellen; diegene die de hartenaas krijgt, moet met Lena trouwen. De winnaar is luitenant Pierre de Montmalion, die hoegenaamd geen zin heeft om te trouwen. Henri geeft hem het bevel met haar te huwen; Montmalion stelt als voorwaarde dat het huwelijk na de oorlog meteen ontbonden moet worden.
Ofschoon het een verstandshuwelijk betrof, klikt het tussen Lena en Pierre; algauw hebben de twee een echte liefdesrelatie. Na een romantisch avondje uit verschijnt eensklaps het kale mannetje in hun huis; hij geeft Lena nieuwe orders. Ze moet morgen meteen naar Barcelona vertrekken en kan hier niets tegen ondernemen.
De Duitse geheime dienst heeft er lucht van gekregen dat Lena naar Spanje is getrokken en stuurt haar een agent achterna die enkel als J.14 bekend is. Zijn opdracht bestaat erin, haar vertrouwen te winnen, enkele belangrijke geheimen te verklappen en daar vervolgens zogezegd spijt van te krijgen. In Spanje speelt Lena een zangeres, La Bela Dora; de reden van haar aanwezigheid in Spanje wordt nooit verklaard. J.14 doet zich voor als een magnaat uit de scheepsbouwindustrie en volgt haar door het gehele land. Inmiddels heeft ze Pierre reeds een jaar niet meer gezien.
De wapenstilstand wordt ondertekend en de oorlog is voorbij. Pierre en Lena gaan weer bij elkander wonen in een appartement aan de Arc de Triomphe, in de overtuiging dat ze thans vrij zijn en eindelijk op huwelijksreis kunnen gaan. Dan komt een legerafgevaardigde aankloppen met een bericht dat Pierre eraan herinnert dat het huwelijk na de oorlog ontbonden zou worden. Hij is ervan overtuigd dat het slechts een formaliteit is die rechtgezet kan worden. Lena gaat in zijn plaats naar het kantoor, waar ze te horen krijgt dat de geheime dienst haar niet wil laten gaan. Oorlog of vrede: de geheime dienst werkt door.
Uit melancholie bezoekt Lena de bakkerij van wijlen haar vader, thans geleid door haar oude bekende Robert Pigeon, die in de loopgraven een arm is kwijtgeraakt. In haar oude slaapkamer krijgt ze hallucinaties en ziet haar overleden vader en Franz Abel, die door haar toedoen werd terechtgesteld. Wanneer ze de bakkerij verlaat, staat het kale mannetje haar op te wachten, dat haar in een taxi leidt.
Lena zit vóór het bureau van het hoofd van de Franse geheime dienst, dat haar ervan beschuldigt dat ze een dubbelspion voor de Duitse geheime dienst is geweest, via agent J.14. Dit is een wraakactie vanwege de Duitse geheime dienst voor het feit dat ze Franz Abel had gecompromitteerd. Lena kan haar onschuld niet bewijzen en wordt in een gevangenisauto weggeleid om morgen wegens hoogverraad terecht te staan. Het is zo goed als zeker dat ze ter dood veroordeeld zal worden. Pierre loopt de auto achterna en roept haar naam.

## Rolverdeling
| Acteur          | Personage                          |
| --------------- | ---------------------------------- |
| Brigitte Horney | Lena Schmidt                       |
| Neil Hamilton   | luitenant Pierre de Montmalion     |
| Ivor Barnard    | klein kalend mannetje              |
| Charles Carson  | Henri                              |
| Raymond Lovell  | hoofd van de Duitse geheime dienst |
| Frederick Lloyd | hoofd van de Franse geheime dienst |
| Ben Field       | Karl Schmidt                       |
| Gyles Isham     | Franz Abel                         |
| Hay Petrie      | Robert Pigeon                      |
| Leslie Perrins  | agent J.14                         |